# Воткинское шоссе
Во́ткинское шоссе́ — крупная магистральная улица в Индустриальном и Устиновском районах Ижевска, шоссе, пролегающее по территории Ижевска и Завьяловского района Удмуртии. Является частью автодороги Ижевск — Воткинск. Проходит от Удмуртской улицы до северо-восточной границы города.
Воткинское шоссе — самая длинная улица Ижевска: его протяжённость в черте города составляет почти 10 км.

## История
Первое упоминание улицы в документах относится к 1962 году. В середине XX века будущая улица представляла собой проходящую через лес узкую грунтовую дорогу, которая вела в город Воткинск. Появление на месте старого тракта новой городской улицы ускорило принятое в 1959 году решение о начале строительства в Ижевске завода по производству бумагоделательных машин. Разместить его решили на северо-востоке города, на 10 километре Воткинского тракта.
Строительство завода, получившего имя «Ижтяжбуммаш», велось в 1960—1965 годах. Развитие завода потребовало создания хороших подъездных путей, в связи с чем Воткинский тракт начали асфальтировать и расширять, превратив его в современное шоссе.
Одновременно с заводом рос и новый жилой массив «Буммаш». Этот район начали возводить на месте леса вдоль южной стороны Воткинского шоссе. Тем не менее, проектировщики решили не вырубать весь лес полностью — небольшая его часть была сохранена и благоустроена. Так в 1969 году появился Парк Космонавтов.
В 1968 году по Воткинскому шоссе до остановки «Школьная» (ныне «Администрация Индустриального района») прошёл первый ижевский троллейбус. 22 апреля 1970 года на улице рядом с парком Космонавтов открылся широкоформатный кинотеатр «Ударник».
К 1977 году на Воткинском шоссе завершилось строительство ТЭЦ-2. В 1982 году был сдан в эксплуатацию комплекс Республиканской клинической больницы № 1.
В 2010 году вдоль северной стороны Воткинского шоссе началось строительство нового жилого микрорайона «Столичный». Всего на территории в 46 гектаров планируется возвести 650 000 м² жилья.

## Описание
Воткинское шоссе начинается от Удмуртской улицы, фактически являясь её продолжением. В самом начале у здания ГИБДД УР к нему примыкает Славянское шоссе. Далее Воткинское шоссе следует ровно по прямой, пролегая мимо жилых районов Буммаш и Столичный, и входит в Северо-Восточный промышленный район Ижевска.
На участке от Хохряковской развязки до реки Вожойки по северной стороне Воткинского шоссе проходит граница между Ижевском и Завьяловским районом. После пересечения Вожойки Воткинское шоссе проходит далее по землям Якшурского сельского поселения Завьяловского района. Здесь у деревни Новые Марасаны к шоссе примыкает объездная дорога на Якшур-Бодьинский тракт. От этого перекрёстка Воткинское шоссе на протяжении 4 км продолжается в качестве участка восточного полукольца окружной дороги Ижевска. Этот участок заканчивается на круговом перекрёстке с объездной автодорогой в ижевский аэропорт. На этом перекрёстке восточное полукольцо уходит на юг, а Воткинское шоссе продолжается прямо. Сразу за перекрёстком шоссе пересекает железную дорогу Вожой — свинокомплекс «Восточный» и следует далее в направлении Воткинска.
Нумерация домов ведётся от улицы Удмуртской. Слева к Воткинскому шоссе примыкают: Славянское шоссе, дорога к РКБ № 1, Трактовая улица, улица Мира (Хохряки). Справа примыкают: улица Строителей, улица 9 Января, Деповский проезд, Копровый проезд, проезд к ТЭЦ-2, Технологическая улица, Новосмирновская улица.
- Жилые кварталы микрорайона «Буммаш»
- проезжая часть от здания ГИБДД (внизу слева)
- Микрорайон «Столичный» (застройка 2010-х годов)

## Здания и сооружения
По нечётной стороне:
- № 1а — Управление ГИБДД по Удмуртской Республике
- № 9 — Управление МВД России по городу Ижевск
- № 25 — лыжная база «Снежинка»
- № 27 — лыжная база УдГУ
- № 29 — Республиканский ветеринарно-диагностический центр
- № 31 — завод строительных материалов «Альтаир»
- № 39 — жилой комплекс «Аврора»
- № 57 — Республиканская клиническая больница № 1
- № 81 — Городская клиническая больница № 7
- № 93 — санаторий-профилакторий «Буммаш»
- № 99 — стадион «Буммаш»
- № 105 — Центральные электрические сети
- № 117 — физкультурно-оздоровительный комплекс «СпортПаркСемья»

По чётной стороне:
- № 16 — детский сад № 155
- № 16а — детский сад № 148
- № 22 — городское отделение почтовой связи № 39
- № 48 — средняя школа № 8
- № 50 — библиотека имени П. А. Блинова
- № 78а — детский сад № 2
- № 90а — детский сад № 194
- № 106 — вечерняя школа № 3
- № 110 — средняя школа № 19
- № 110б — детский сад № 33
- Парк Космонавтов
- № 118 — центр русской культуры «Русский дом» (кинотеатр «Ударник»)
- № 120 — Управление Федеральной службы контроля за оборотом наркотиков России по УР
- № 124а — детский сад № 102
- № 138 — детский сад № 152
- № 140 — Индустриальный районный суд
- № 144 — Баня № 6
- № 146 — Художественный фонд
- № 162 — Республиканский учебный технический центр безопасности дорожного движения
- № 166, 166а — общежития завода Буммаш
- № 170 — завод «Буммаш»
- № 178 — молокозавод ОАО «ИжМолоко»
- № 180 — Дом печати
- № 182 — предприятие «Спецгазавтотранс»
- № 196 — учебный центр МВД УР, Храм Димитрия Донского
- № 196/4 — автосалон ГАЗ
- № 204 — предприятие «Ижводоканал»
- № 284 — Ижевская ТЭЦ-2
- № 298 — Инновационный индустриальный технопарк «Удмуртия» (завод «Ижмаш»)
- № 304 — Распределительный центр ЗАО Тандер («Магнит»)

## Общественный транспорт
По Воткинскому шоссе проходят маршруты троллейбусов, автобусов и маршрутных такси.

### Троллейбус
Контактная сеть троллейбусов протянута от улицы Удмуртской до разворотного кольца у Дома печати. Кроме того, у остановки «Администрация Индустриального района» существует ещё одно троллейбусное кольцо, на котором разворачиваются троллейбусы 2-го маршрута во «внепиковое» время. Всего по Воткинскому шоссе проходят 2 маршрута троллейбуса № 1 и № 2, идущих до Центра и улицы Молодёжной соответственно.

### Автобус
- 16: от улицы Строителей до Новосмирновской улицы и от Новосмирновской улицы до улицы 9 Января
- 19: от Удмуртской улицы до поворота к 1-й РКБ и обратно
- 22: от улицы 9 Января до поворота к 1-й РКБ и обратно
- 23: от Удмуртской улицы до Копрового проезда и от Копрового проезда до улицы 9 Января
- 31: от улицы 9 Января до троллейбусного кольца у Дома печати и обратно
- 36: от Удмуртской улицы до улицы 9 Января и обратно
- 308: проходит по всему Воткинскому шоссе
- 315: от улицы Строителей до Трактовой улицы и от Трактовой улицы до улицы 9 Января
- 320: от улицы Строителей до Трактовой улицы и от Трактовой улицы до улицы 9 Января
- 321: от улицы 9 Января до поворота к 1-й РКБ и обратно

### Маршрутное такси
- 49: от улицы 9 Января до поворота к 1-й РКБ и обратно
- 68: от Удмуртской улицы до Новосмирновской улицы и обратно
- 367: от улицы 9 Января до Трактовой улицы и обратно

### Перспективы
Продлить линию от существующего разворотного кольца троллейбусов 1-го и 2-го маршрутов по Воткинскому шоссе до Копрового проезда.